# Summer Tour 2021
Il Summer Tour 2021 è stato il sesto tour del cantautore inglese Olly Murs.

## Date
| Date                | Città        | Stato       | Luogo                  |
| ------------------- | ------------ | ----------- | ---------------------- |
| 05 giugno 2021      | Swansea      | Regno Unito | Singleton Park         |
| 07 giugno 2021      | Belfast      | Regno Unito | Botanic Gardens        |
| 08 giugno 2021      | Cork         | Regno Unito | The Marquee            |
| 10 e 11 giugno 2021 | Londra       | Regno Unito | Royal Hospital Chelsea |
| 26 giugno 2021      | Telford      | Regno Unito | Qeii Arena             |
| 02 luglio 2021      | Cornovaglia  | Regno Unito | The Wyldes             |
| 03 luglio 2021      | Kent         | Regno Unito | The Hop Farm           |
| 08 luglio 2021      | Exeter       | Regno Unito | Powderham Castle       |
| 10 luglio 2021      | Scarborough  | Regno Unito | Open Air Theatre       |
| 11 luglio 2021      | Leeds        | Regno Unito | Harewood House         |
| 13 luglio 2021      | New Milton   | Regno Unito | Chewton Glen           |
| 14 luglio 2021      | Norwich      | Regno Unito | Blickling Estate       |
| 15 luglio 2021      | Bath         | Regno Unito | Roya Crescent          |
| 17 luglio 2021      | Haydock Park | Regno Unito | Racecourse             |
| 20 luglio 2021      | Warwick      | Regno Unito | Warwick Castle         |
| 21 luglio 2021      | Cardiff      | Regno Unito | Cardiff Castle         |
| 23 luglio 2021      | Carlisle     | Regno Unito | Bitts Park             |
| 25 luglio 2021      | Edimburgo    | Regno Unito | Edinburgh Castle       |
| 29 luglio 2021      | Bedford      | Regno Unito | Bedford Park           |
| 30 luglio 2021      | Newmarket    | Regno Unito | Racecourse             |
| 13 agosto 2021      | Colwyn Bay   | Regno Unito | Stadiwm Zip Workd      |
| 14 agosto 2021      | Newbury      | Regno Unito | Racecourse             |
| 28 agosto 2021      | Darlington   | Regno Unito | The Darlington Arena   |
| 29 agosto 2021      | Colchester   | Regno Unito | Castle Park            |